# Tony Woodcock (rugby à XV)
Pour les articles homonymes, voir Tony Woodcock.

a Compétitions nationales et continentales officielles uniquement.

b Matchs officiels uniquement.
Dernière mise à jour le 14 décembre 2016.
Tony Dale Woodcock, né le 27 janvier 1981 à Helensville, est un joueur de rugby à XV néo-zélandais. Il joue avec les All-Blacks de 2002 à 2015.
Cet international néo-zélandais considéré comme l'un des meilleurs piliers gauches du monde fait partie de l'équipe de Nouvelle-Zélande qui remporte la coupe du monde 2011, rencontre où il inscrit le seul essai de son équipe en finale. Il est également champion lors de édition 2015 malgré une blessure qui l'oblige à déclarer forfait en cours de compétition.

## Carrière

### Club et Province
Il a débuté avec la province de North Harbour en 2000 et avec les Blues en 2002. Il a joué 113 matchs de Super 12/15 avec les Blues de 2002 à 2012. Il signe aux Highlanders pour la saison 2013 (12 matchs), avant de retourner aux Blues dès l'année suivante. Il décide de prendre sa retraite à la fin de l'édition 2015 en ayant joué 25 matchs de plus avec les Blues. Au cours de sa carrière, il aura disputé 149 matchs de Super Rugby.

### En équipe nationale

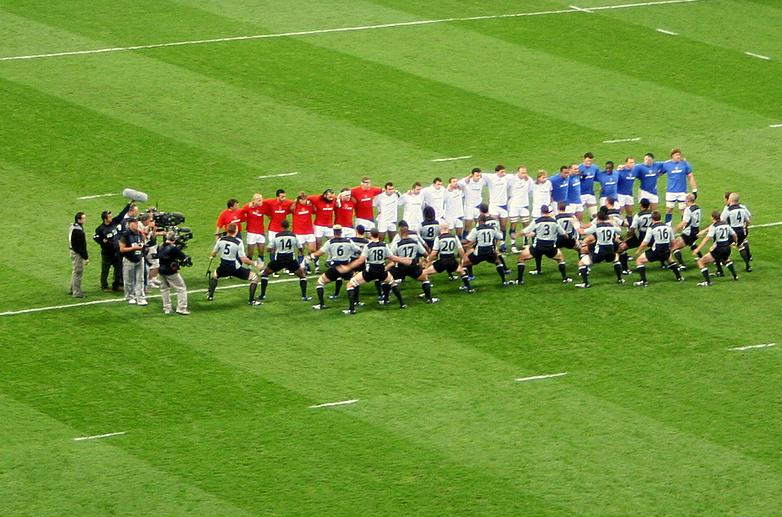
Quart-de-finale France - All Blacks en 2007.

Il a joué deux ans avec l'équipe de Nouvelle-Zélande des moins de 19 ans et trois ans avec celle des moins de 21 ans. Woodcock a disputé son premier test match le 23 novembre 2002 contre l'équipe du pays de Galles.
Lors de la Coupe du monde 2011, il permet aux All Blacks de remporter le tournoi à domicile en inscrivant le seul essai néo-zélandais lors de la finale face à l'équipe de France le 23 octobre.  
Sa carrière internationale se termine lorsqu'il se blesse au cours du dernier match de poule de la Coupe du monde 2015 face aux Tonga. Avec les Kiwis, il dispute successivement trois Coupe du monde en 2007, 2011 et 2015. Il participe à sept éditions du Tri-nations en 2005, 2006, 2007, 2008, 2009, 2010 et 2011 et à quatre éditions du Rugby Championship en 2012, 2013, 2014 et 2015.

## Statistiques

### En franchise
- 149 matchs de Super Rugby
- 54 sélections en province

### En équipe nationale
Au 9 octobre 2015, Tony Woodcock compte 118 sélections sous le maillot des All Blacks, pour un total de 50 points, 10 essais. Il dispute la Coupe du monde trois fois, en 2007, 2011 et enfin en 2015. Il participe également à onze éditions du Tri-nations/Rugby Championship en 2005, 2006, 2007, 2008, 2009, 2010, 2011, 2012, 2013, 2014 et 2015.

## Palmarès

### En club
- Vainqueur du Super 12 en 2003 avec les Blues.

### En équipe nationale
Tony Woodcock remporte deux éditions de la Coupe du monde, en 2011 et 2015. Il ne dispute toutefois pas les matchs à élimination directe de cette dernière édition en raison d'une blessure qui le contraint à déclarer forfait pour le reste de la compétition. Avec les All Blacks, il remporte également les éditions 2005, 2006, 2007, 2008, 2010 du Tri-nations, et 2012, 2013, 2014 du Rugby Championship, compétition qui succède au Tri-nations.